# توماس ودكوك
توماس ودكوك هو نَسَّاب وسياسي بريطاني، ولد في 20 مايو 1951 في شمال غرب إنجلترا في المملكة المتحدة.